# Limnephilus alconura
Limnephilus alconura är en nattsländeart som beskrevs av Ross och Merkley 1952. Limnephilus alconura ingår i släktet Limnephilus och familjen husmasknattsländor. Inga underarter finns listade i Catalogue of Life.